# WAVE OF EMOTION
『WAVE OF EMOTION』（ウェイヴ・オブ・エモーション）は、津田朱里の2枚目のオリジナルアルバム。2013年4月24日にフィックスレコードからSACDハイブリッド盤としてリリースされた。
津田朱里初のフルアルバムであり、初のSACDハイブリッド盤でもある。初回生産盤はなかむらたけし描き下ろしのスリーブケースによる販売となっている。
アルバムタイトルは「今、歌手になるという自分の夢が叶って、聞く人の心に響く歌を歌いたいという想いと、聞いてくれる人の心に喜びや共感といった前向きな感情を届けたい、という想い」からつけられた。
2013年5月1日よりPC，スマートフォン，モバイル向け配信および「OTOTOY」による高音質配信がスタートした。

## 収録曲
1. 恋のような
作詞：須谷尚子、作曲・編曲：衣笠道雄
  - PS3ソフト『WHITE ALBUM2 幸せの向こう側』エキストラエピソードエンディングテーマ。『WHITE ALBUM2 Original Soundtrack』全巻購入特典CDにも収録された。
2. Thanks a lot
作詞：須谷尚子、作曲・編曲：衣笠道雄
  - PS3ソフト『AQUAPAZZA』エンディングテーマ。シングル「Future World/Thanks a lot」に収録された曲である。
3. Special brightness
作詞：津田朱里、作曲・編曲：衣笠道雄
4. 君に出会う日まで
作詞：須谷尚子、作曲・編曲：衣笠道雄
  - PSPソフト『ダンジョントラベラーズ2 王立図書館とマモノの封印』エンディングテーマ。
5. 心はいつもあなたのそばに
作詞：須谷尚子、作曲：下川直哉、編曲：衣笠道雄
  - PCゲームソフト『WHITE ALBUM2 ～closing chapter～』エンディングテーマ。『WHITE ALBUM2 Original Soundtrack ～closing～』収録曲。
6. 十六夜 DEPARTURE
作詞：U、作曲・編曲：衣笠道雄
7. Wave of Emotion
作詞：津田朱里、作曲・編曲：衣笠道雄
  - 初めてのロック曲。アルバムタイトルが先に決まっていて、本曲を作詞した後にこのタイトルに通じるところが多かったために、アルバムタイトルと同じ曲名がつけられた[1]。
8. legato
作詞：木村奈菜、作曲：光田英生、編曲：衣笠道雄
9. Starry Night
作詞：マヤ、作曲・編曲：松岡純也
10. 愛する心
作詞：須谷尚子、作曲・編曲：衣笠道雄
  - PCゲームソフト『WHITE ALBUM2 ～closing chapter～』エンディングテーマ。『WHITE ALBUM2 Original Soundtrack ～closing～』収録曲。
11. Twinkle Snow (acoustic version)
作詞：須谷尚子、作曲・編曲：松岡純也
  - デビュー曲のアレンジバージョン。バイオリンやギターは生演奏であり、ボーカルもアルバム収録のためにリテイクされた。
12. この世界に
作詞：須谷尚子、作曲・編曲：衣笠道雄
  - OVA『ToHeart2 ダンジョントラベラーズ』第2巻エンディングテーマ。OVA『ToHeart2 ダンジョントラベラーズ』主題歌マキシシングルに収録された曲である。